# (31515) 1999 CN101
1999 CN101 (asteroide 31515) é um asteroide da cintura principal. Possui uma excentricidade de 0.07015590 e uma inclinação de 9.70784º.
Este asteroide foi descoberto no dia 10 de fevereiro de 1999 por LINEAR em Socorro.